# Plet del virrei estranger
Es coneix com a plet del virrei estranger al conflicte jurídic de competències entre els reis de la Monarquia d'Espanya i les institucions d'autogovern del Regne d'Aragó que existí al llarg del segle xvi i que esclatà violentament durant el regnat de Felip II de Castella durant les Alteracions d'Aragó (1590-1591). El precedents del plet daten del 1482, quan Ferran el Catòlic va nomenar al català Joan Ramon Folc IV de Cardona (1486-1513), comte de Prades, Cardona i Pallars, virrei d'Aragó, fet que suposava un contrafur, car els Furs d'Aragó estipulaven que el virrei o lloctinent general havia de ser natural del regne d'Aragó. Més tard, el llavors príncep Felip, regnant encara Carles V, va nomenar també com a lloctinent un estranger: el castellà Diego Hurtado de Mendoza, futur Príncep de Melito el 1553 o 1554, amb el qual va tornar a incórrer en desaforament. El 1588, el mateix rei va tornar a nomenar un virrei castellà, per a un major control d'Aragó (el marquès d'Almenara) substituint al comte de Sástago. Aquest fet va ser criticat pels diputats del general invocant als furs aragonesos. Almenara fou atacat i la seua casa cremada, i així tornà a Castella per a informar-ne al rei. Llavors, Felip I va nomenar virrei a Andrés Simeno (bisbe de Terol). Però el 1590 va tornar a provar-ho amb el marquès d'Almenara. Aquesta situació, juntament amb el problema del comtat de Ribagorça i l'intent d'ajusticiar a Antonio Pérez del Hierro va derivar en les Alteracions d'Aragó el 1591. En 1592, havent el rei acabat amb la revolta, va convocar les Corts d'Aragó i n'obtingué la potestat de nomenar un virrei no aragonès, fet que posà fi a la força el plet del virrei estranger després de més d'un segle d'haver tingut lloc per primera vegada.